# Messier 50
Messier 50 (také M50 nebo NGC 2323) je otevřená hvězdokupa v souhvězdí Jednorožce. Objevil ji G. D. Cassini před rokem 1711 a nezávisle pak Charles Messier roku 1772. Od Země je vzdálena přibližně 3 100 ly.

## Pozorování

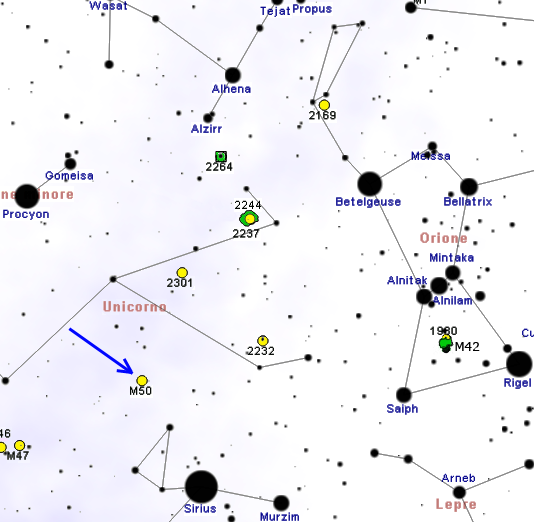
Poloha M 50 v souhvězdí Jednorožce

M50 se na obloze nachází v místě bez jasných hvězd, i když se zde nachází mnoho malých hvězdných seskupení a slabých mlhovin. Hvězdokupu je možné nalézt přibližně 7° severně od hvězdy 4. magnitudy Muliphein (γ CMa), která leží nedaleko od Siria, nebo také v třetině vzdálenosti od Siria směrem ke hvězdě Prokyon (α CMi).
Díky její blízkosti k nebeskému rovníku je dobře pozorovatelná ze všech obydlených oblastí Země. Nejvhodnější období pro její pozorování na večerní obloze je od prosince do dubna.
K rozeznání některých hvězd ve hvězdokupě stačí triedr o průměru 50 mm. Je tak možné pozorovat až 15 hvězd, ale jejich pozadí stále zůstává mlhavé. Lepší pohled se naskytne při použití malého astronomického dalekohledu (o průměru 90 až 150 mm), ve kterém se ukáže zcela rozložená na hvězdy s asi 50 hvězdami zhuštěnými v oblasti o průměru 10'. Jasnější hvězdy se nacházejí spíše na okraji této oblasti, což přispívá k tomu, že některým pozorovatelům tvar hvězdokupy připomíná srdce. V dalekohledu o průměru 150 mm je možné napočítat 80 hvězd a některé z nich jsou sdružené do dvojic.

## Historie pozorování
Hvězdokupu pravděpodobně objevil G. D. Cassini před rokem 1711. Charles Messier ji nezávisle znovuobjevil 5. dubna 1772 při pozorování komety a popsal ji jako kupu malých hvězd. Je také možné, že M50 pozoroval i Giovanni Battista Hodierna kolem roku 1654.

## Vlastnosti
M50 se nachází ve vzdálenosti přibližně 3 100 ly od Země. Její úhlová velikost je 15'×20', takže její skutečný průměr je přibližně 20 ly a střední zhuštěná oblast má průměr kolem 10 ly. Uvádí se, že hvězdokupu tvoří 200 hvězd, ale výzkum z roku 2012 potvrdil celkem 508 členů hvězdokupy.
Výraznou vlastností této hvězdokupy je červený obr spektrálního typu M, který leží 7' jižně od jejího středu a jeho barva výrazně vystupuje vedle ostatních modrobílých členů hvězdokupy. Hvězdokupa také obsahuje několik žlutých obrů.
Stáří hvězdokupy se odhaduje na zhruba 100 milionů let.